# Osric Chau

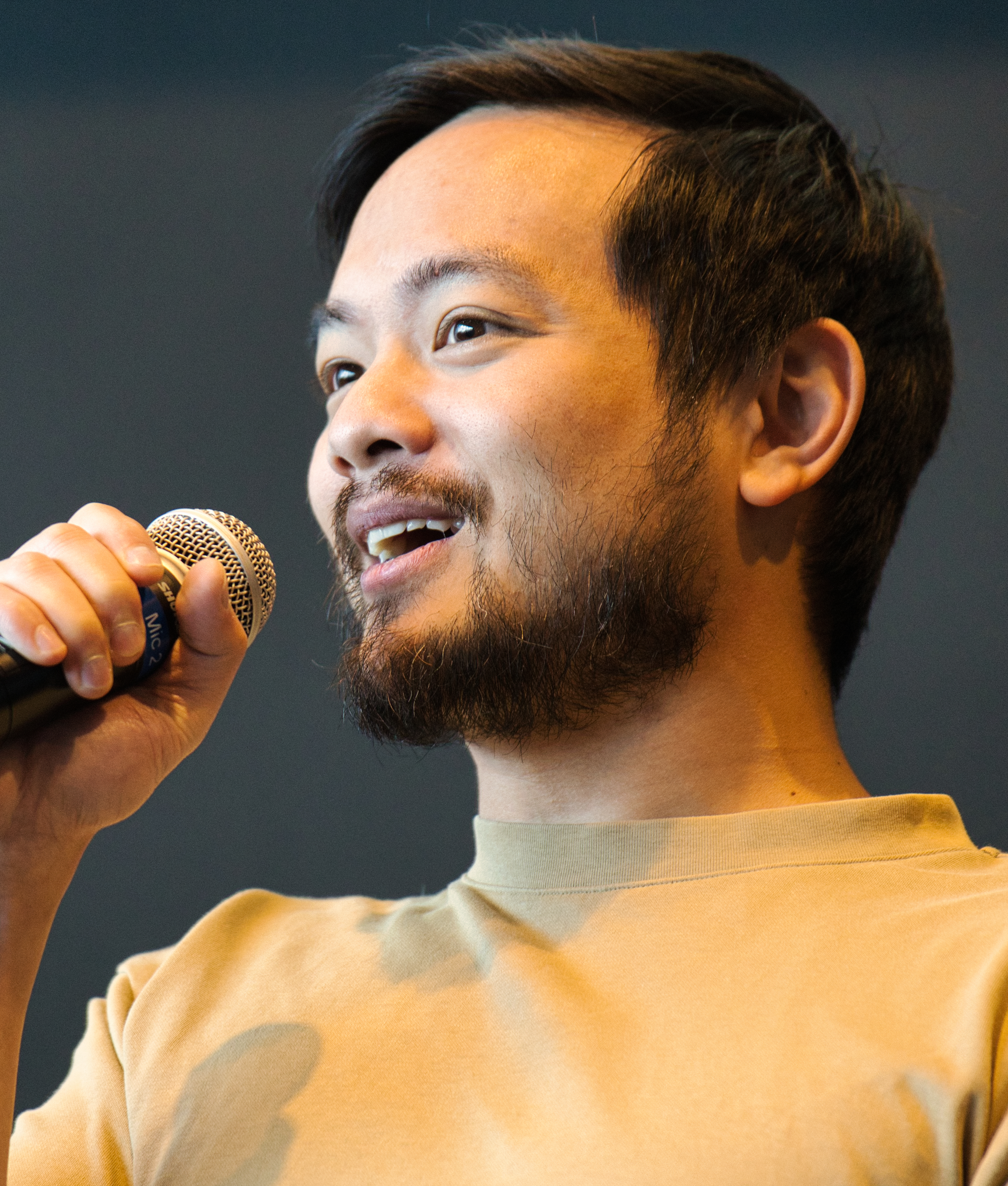
Osric Chau (2023)

Osric Chau (chinesisch 周逸之, Pinyin Zhōu Yìzhī, * 20. Juli 1986 in Vancouver, British Columbia) ist ein kanadischer Schauspieler. Chau kann auf einige Jahre Kampfsporterfahrung in Wushu und Wing Chun zurückblicken. Er kämpfte bereits auf nationalen Turnieren und überträgt diese Erfahrungen auf seine Schauspielarbeit.

## Schauspiel
Neben Rollen in der Fernsehserie Auf kalter Spur und einer Hauptrolle in einem Global-TV-Dokudrama spielte Osric Chau zunächst neben David Carradine und Daryl Hannah als Lang Han in dem Fernsehfilm Kung Fu Killer von Phillip Spink. Chau hatte im Jahr 2009 einen Gastauftritt in der Nickelodeon-Serie Troop – Die Monsterjäger und drehte Stuntszenen für den Spieleentwickler Electronic Arts. In Roland Emmerichs Spielfilm 2012 übernahm er eine Nebenrolle als buddhistischer Mönch. In den Jahren 2012 bis 2014 spielte Chau in einer Nebenrolle den Propheten Kevin Tran in der Serie Supernatural.
Außerdem spielte er im November 2014 in der Hillywood-Parodie von The Walking Dead die Rolle des Glenn und übernahm manchmal auch die Kameraführung. Im Mai 2015 und August 2016 unterstützte er die Hillywood Show erneut als Sam Winchester in ihrer Supernatural-Parodie und als James Moriarty in der Sherlock-Parodie.

## Kampfkunst
Im Jahr 2000 bekam Osric Chau seinen ersten Kampfkunstunterricht. Er besuchte eine Wing-Chun-Schule und studierte die grundlegenden Theorien und Anwendungen der Selbstverteidigung. Dieses Studium vertiefte er in den Folgejahren bis heute. Als Sieger der nationalen Wettbewerbe im Jahr 2001 zeigte sich bereits sein Talent und er betätigte sich bald schon als Nachwuchstrainer.
Im Sommer 2001 entdeckte er eine weitere Kampfkunst, Wushu. Er trainierte unter Zhang Zhi Bing, einem Meister aus Harbin, China. Von ihm lernte er die langsame, aber kraftvolle Kunst des Tai Chi sowie traditionellere Formen des Wushu. Nach vier Jahren kehrte Sifu Zhang nach China zurück und Osric Chau schrieb sich an der Kampfkunstschule West Coast Chinese Martial Arts in Vancouver unter Cheftrainer Bruce Fontaine ein. Dort lernte und verfeinerte er sein Wissen und seine Fähigkeiten im modernen Wushu, einer Kampfsportform, die eher vorführenden Charakter hat, statt anwendungsorientiert ist. Osric Chau entwickelte sein natürliches Talent für alle Formen akrobatischer Betätigung und erhielt eine Auszeichnung für herausragende technische Leistungen innerhalb seiner Kampfsportschule im Frühjahr 2006. Bald schon übernahm er auch dort verschiedene Trainingsgruppen als Trainer und Instructor.
Im Jahr 2007, im Zuge der Vorbereitungen zu den kanadischen Team-Wettkämpfen, ging er für sieben Monate nach China und trainierte mit einigen seiner Teamkameraden an der renommierten Beijing Sports University gemeinsam mit dem BSU Wushu Team. Diese intensive Vorbereitung zahlte sich aus, als er sich bei den nationalen Wettbewerben in Montreal unter den Top 10 der Teilnehmer platzieren konnte.

## Filmografie (Auswahl)

### Als Darsteller
- 2002: Auf kalter Spur (Cold Squad, Fernsehserie, eine Episode)
- 2007: Dragon Boys (Fernsehserie, zwei Episoden)
- 2008: Kung Fu Killer (Fernsehfilm)
- 2009: Troop – Die Monsterjäger (The Troop, Fernsehserie, Episode 1x02)
- 2009: 2012
- 2011: Was Frauen wollen 2 (I Know a Woman’s Heart)
- 2011: Best Player (Fernsehfilm)
- 2012–2019: Supernatural (Fernsehserie, 19 Episoden)
- 2012: Halo 4: Forward Unto Dawn (Miniserie, fünf Episoden)
- 2012: Fun Size – Süßes oder Saures (Fun Size)
- 2014: The 100 (Fernsehserie, Episode 1x10)
- 2014: The Young Kieslowski
- 2016–2017: Dirk Gentlys holistische Detektei (Dirk Gently’s Holistic Detective Agency, Fernsehserie, 15 Episoden)
- 2017: Boone – Der Kopfgeldjäger (Boone: The Bounty Hunter)
- 2018: Appgefahren – Alles ist möglich (Status Update)
- 2019–2021: The Flash (Fernsehserie, drei Episoden)
- 2020: Arrow (Fernsehserie, Episode 8x08)
- 2020: Legends of Tomorrow (Fernsehserie, Episode 5x01)
- 2020: Matching Hearts (Fernsehfilm)
- 2020: Circle of Bones
- 2020–2021: Carmen Sandiego (Fernsehserie, drei Episoden, Stimme)
- 2021: Superhost
- 2021–2023: Nancy Drew (Fernsehserie, drei Episoden)
- 2022: Star Trek: Discovery (Fernsehserie, eine Episode)
- 2022: Christmas at the Golden Dragon (Fernsehfilm)
- 2023: Zoe.mp4
- 2024: Avatar – Der Herr der Elemente (Avatar: The Last Airbender, Fernsehserie, Episode 1x03)

### Als Stuntman
- 2009: The Tea Master